# Odalisque (Matisse, Tokyo)
Pour les articles homonymes, voir Odalisque.
Odalisque est un tableau réalisé par le peintre français Henri Matisse en 1926. Partie de la série des Odalisques, cette huile sur toile représente une femme en haut transparent assise les bras levés dans un intérieur décoré, un livre sur ses genoux. L'œuvre est conservée au musée Artizon, à Tokyo, au Japon.